# Mitzpah en Benjamin

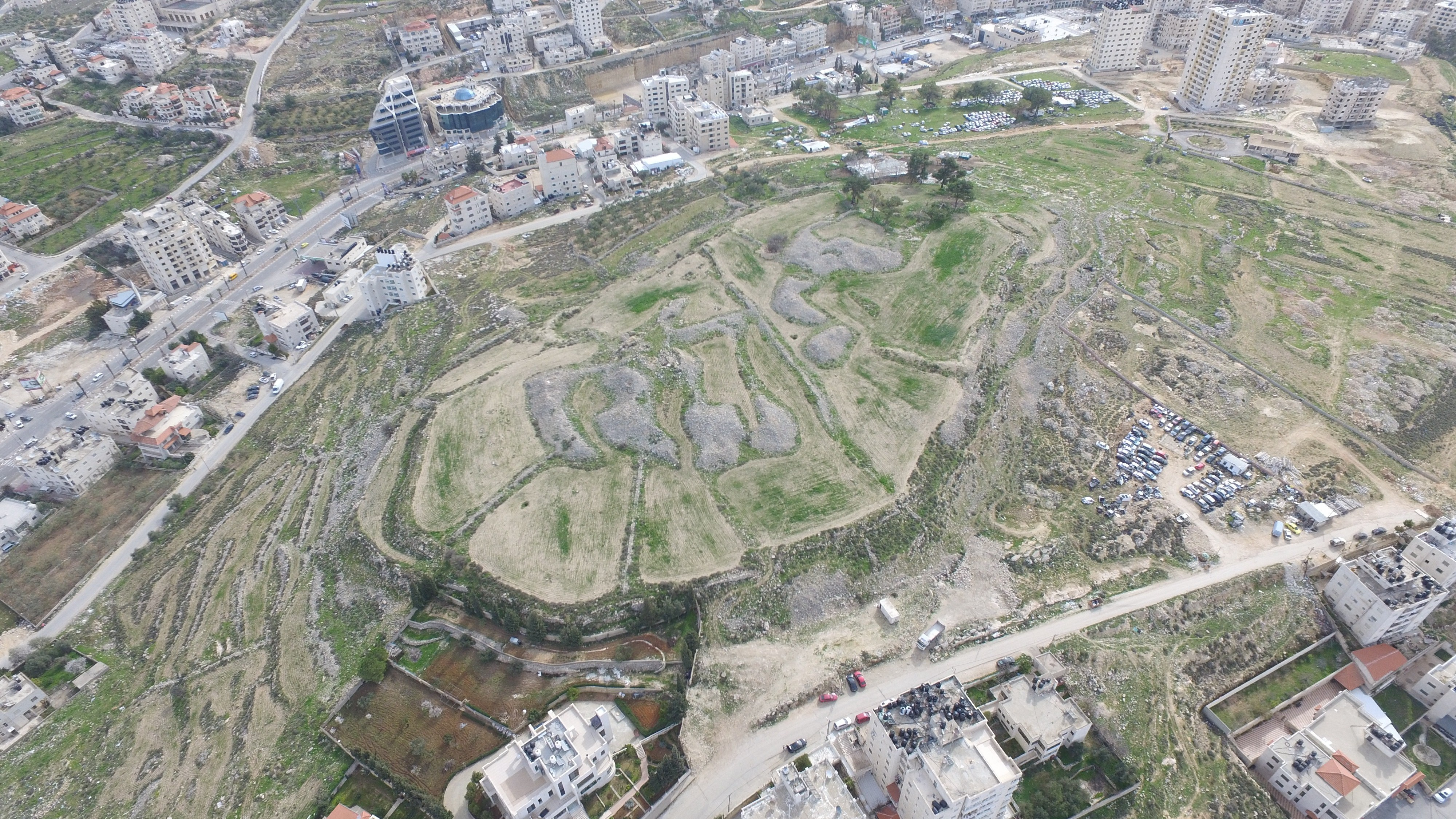
Prise de vue aérienne de la ville

Mitzpah en Benjamin (en hébreu : מצפה, rendu en grec par Μασσηϕα (Masepha)) est une ville de l'Israël antique appartenant à la tribu de Benjamin. Elle est située dans les monts de Benjamin à quelques kilomètres au nord de Jérusalem.
Mitzpah sert de siège au gouvernement de la Judée après le siège et la destruction de Jérusalem par les Babyloniens au début du VIe siècle av. J.-C. C'est là que réside Guedalia ben Ahikam (en). Il est probablement le dernier roi de Juda, bien que ce titre ne lui soit jamais donné dans le Deuxième livre des Rois. Ne faisant pas partie de la lignée du roi David, il ne pouvait être qu'illégitime pour le rédacteur de l'histoire deutéronomiste.
Au cours de la révolte des Maccabées, Mitzpa se substitue à Jérusalem dont le Temple a été profané. Les troupes de Judas Maccabée s'y rassemblent à la veille de la bataille d'Emmaüs.
Mitzpah en Benjamin est aujourd'hui identifiée soit au site de Nebi Samwil, soit à Tell en-Nasbeh (en).